# IC 1079
IC 1079 ist eine elliptische Galaxie vom Hubble-Typ E im Sternbild Bärenhüter am Nordsternhimmel. Sie ist schätzungsweise 389 Millionen Lichtjahre von der Milchstraße entfernt.
Das Objekt wurde am 17. Mai 1892 von Stéphane Javelle entdeckt.